# Antônio Caetano de Souza
Antônio Caetano de Souza foi um político brasileiro do estado de Minas Gerais. Foi deputado estadual em Minas Gerais pelo PSD de 1947 a 1951